# Stig Rasch
Stig Rasch (* 4. Juli 1967 in Elverum, Norwegen) ist ein ehemaliger norwegischer Handballspieler.
Der 1,98 große halblinke Rückraumspieler spielte bis zu seinem 29. Lebensjahr für seinen Heimatverein Elverum Håndball, mit dem er 1995 die norwegische Meisterschaft gewinnen konnte. Erst 1996 wechselte er in die Schweiz zum Grasshopper Club Zürich. Nach nur einem Jahr schloss er sich für die nächsten drei Jahre dem deutschen Bundesligisten LTV Wuppertal an. In der Saison 2000/2001 spielte er für die SG Solingen, verließ den Klub aber, nachdem sich der Hauptsponsor zurückzog, Richtung SG Willstätt-Schutterwald. Nach insgesamt sechs Jahren Bundesliga und exakt 1000 Toren kehrte er 2003 nach Elverum zurück, der zwischenzeitlich in die zweithöchste Spielklasse abgestiegen war. 2005 feierte Rasch mit Elverum die Rückkehr in die Erstklassigkeit. Nach der Saison 2006/07 beendete Rasch seine Karriere.
Mit der norwegischen Nationalmannschaft nahm der 81-malige Nationalspieler an der Europameisterschaft 2000 in Kroatien teil und erzielte in vier Spielen 13 Treffer.
Rasch ist gelernter Sanitärinstallateur, verheiratet mit Nicole und hat eine Tochter.

## Bundesligastatistik
| Saison    | Verein                    | Spiele | Tore |
| --------- | ------------------------- | ------ | ---- |
| 1997/1998 | LTV Wuppertal             | 27     | 151  |
| 1998/1999 | LTV Wuppertal             | 30     | 81   |
| 1999/2000 | LTV Wuppertal             | 29     | 169  |
| 2000/2001 | SG Solingen               | 38     | 207  |
| 2001/2002 | SG Willstätt-Schutterwald | 34     | 189  |
| 2002/2003 | SG Willstätt-Schutterwald | 34     | 203  |
| Gesamt    |                           | 192    | 1000 |

Rasch wurde in den Saisons 1999/2000 und 2000/2001 von den Fans für das All-Star-Spiel nominiert.